# Баба Яга спасает мир
«Ба́ба Яга́ спаса́ет мир» — российский семейный фильм 2023 года режиссёра Карена Захарова. В 2024 году ожидается выход продолжения. Телевизионная премьера фильма состоялась 23 февраля 2024 года на телеканале «СТС» и 5 мая 2024 года на телеканале «ТНТ».

## Сюжет
Современный школьник Сеня встречает в городе странную женщину, которой оказалась Кикимора. Следуя за ней, он попадает в Сказочный лес, где встречает Бабу Ягу и Лешего. Поначалу Сеня не воспринимает происходящее всерьёз, думая, что это актёры, снимающие фильм или видеоблоги, но после применения Бабой Ягой магической силы понимает, что попал в сказку. Яге требуется помощь Сени: чтобы спасти Сказочный лес от Кощея Бессмертного, ей нужен волшебный дивноцвет, достать который она может только в современном городе.

## Сборы
Выход в широкий прокат состоялся 3 августа 2023 года.
Фильм собрал в национальном прокате более полумиллиарда рублей и стал одним из самых кассовых семейных российских релизов этого года.

## Критика
Фильм собрал неоднозначную реакцию критики. На сайте «Кинопоиск» лента получила рейтинг 7,2.

## В ролях
| Актёр              | Роль                              |
| ------------------ | --------------------------------- |
| Людмила Артемьева  | Баба Яга                          |
| Григорий Сиятвинда | Кощей                             |
| Олеся Железняк     | Кикимора                          |
| Алексей Дмитриев   | Леший                             |
| Глафира Тарханова  | Марья                             |
| Ян Цапник          | Иван Додонович                    |
| Савелий Кудряшов   | Сенька                            |
| Ольга Науменко     | бабушка Сеньки                    |
| Александр Ильин    | домовой Афанаська                 |
| Василиса Немцова   | домовёнок Катька внучка Афанаськи |
| Марат Башаров      | режиссёр                          |
| Сергей Стёпин      | полицейский Валера                |
| Александр Сибирцев | полицейский Семён                 |
| Илья Оболонков     | стилист                           |

## Продолжение
В августе 2023 года был анонсирован сиквел фильма под названием «Баба Яга спасает Новый Год».
1 июня 2024 года начались съёмки, которые завершились в начале августа того же года.
Премьера состоялась 12 декабря 2024 года.